# ABC (tidning)
ABC är en spansk konservativ dagstidning, grundad i Madrid 1903. Den stöder den spanska monarkin.
Av tidningens karakteristika utmärker sig tidningens format: klammerhäftad och i tabloidformat, illustrerad, och med sina ledarkommentarer på tredje sidan, kallad «La Tercera». Enligt säkerställda uppgifter från Oficina de Justificación de la Difusión (OJD) uppgick upplagan, under perioden juli 2010 till juni 2011, till i medeltal 314 271 exemplar och 242 154 försålda. Under perioden juli 2011 till juni 2012, uppgick upplagan i medeltal till 258 329 exemplar och 190 749 försålda.
ABC är en av de stora nationella dagstidningarna, och tidningen ges ut i elva editioner och har en solid position i Madrid och Sevilla. Enligt Estudio general de medios når tidningen, med papperstidning och digitala format, ut till 660 000 läsare.